# Hołowyne
Hołowyne (ukr. Головине) – osiedle typu miejskiego na Ukrainie, w rejonie czerniachowskim obwodu żytomierskiego.

## Historia
W 1989 liczyło 2273 mieszkańców.
W 2013 liczyło 2034 mieszkańców.